# Pisgah (Iowa)
Pisgah es una ciudad ubicada en el condado de Harrison en el estado estadounidense de Iowa. En el Censo de 2010 tenía una población de 251 habitantes y una densidad poblacional de 96,24 personas por km².

## Geografía
Pisgah se encuentra ubicada en las coordenadas 41°49′50″N 95°55′35″O / 41.83056, -95.92639. Según la Oficina del Censo de los Estados Unidos, Pisgah tiene una superficie total de 2.61 km², de la cual 2.61 km² corresponden a tierra firme y (0%) 0 km² es agua.

## Demografía
Según el censo de 2010, había 251 personas residiendo en Pisgah. La densidad de población era de 96,24 hab./km². De los 251 habitantes, Pisgah estaba compuesto por el 97.61% blancos, el 0% eran afroamericanos, el 0.8% eran amerindios, el 0% eran asiáticos, el 0% eran isleños del Pacífico, el 0% eran de otras razas y el 1.59% pertenecían a dos o más razas. Del total de la población el 3.19% eran hispanos o latinos de cualquier raza.